# 太田義人
太田 義人（おおた よしと、1906年〈明治39年〉 8月19日- 1987年〈昭和62年〉2月26日）は、日本の剣道家。段位は範士九段。雖井蛙流平法第15代宗家。

## 経歴
鳥取県出身。旧鳥取藩藩士松田秀彦から雖井蛙流を学ぶ。
日本体育会体操学校（現日本体育大学）に入学し、剣道を修練。修道学院（高野佐三郎道場）でも修行した。
卒業後、鳥取第一中学校（現鳥取西高校）教諭を務め、山根幸恵に雖井蛙流を教えた。
鳥取県剣道連盟副会長、鳥取県警察名誉師範、鳥取大学師範、全日本剣道連盟審議員等を歴任。
勲五等双光旭日章を受章。